# Front de salut national (Roumanie)
Pour les articles homonymes, voir Front de salut national et FSN.
Le Front de salut national (en roumain Frontul Salvării Naționale ou FSN) est créé à l'été 1989 comme organisation politique, clandestine jusqu'à la chute de Nicolae Ceaușescu en décembre de la même année, prenant le pouvoir par le biais du Conseil du Front de salut national. L'année suivante, le front se transforme en parti politique et obtient 85 % des suffrages lors des premières élections libres de mai 1990.
En 1993, le FSN devient le Parti démocrate-Front de salut national (PD-FSN).
Le Parti social-démocrate (PSD) et le Parti Mouvement populaire (PMP) sont actuellement les deux partis en activité issus d'une scission du FSN.

## Histoire

### Création
Le Front de salut national est créé durant l'été 1989, avant le renversement de Ceaușescu, mais reste assez discret. Le journal hongrois Nemzetör, écrit par des progressistes en exil, relève en septembre un communiqué du Front de salut national envoyé aux agences de presse à Vienne, qui est durant la guerre froide la « pointe orientale » de l'Europe de l'Ouest. Des lettres rédigées par le FSN et critiquant le régime de Ceaușescu, sont également envoyées et lues sur Radio Free Europe.

### Au pouvoir
Pendant la révolution roumaine de 1989, le Conseil du Front de salut national, émanation du FSN, prend le 22 décembre 1989 la direction du pays. Le jour même, le front annonce sa fondation sur les ondes, tandis qu'une vidéo tournée ce même jour révèle les propos du général Nicolae Militaru : «…mais le Front fonctionne depuis six mois ! » ce qui signifie que l'aile « réformiste » (d'orientation gorbatchévienne) de la nomenklatura, qui voulait en finir avec la gouvernance Ceaușescu, s'était structurée en juin 1989, mais en restant clandestine.
Le front, organisation politique qui n'est alors pas encore un parti, a pour dirigeants deux anciens communistes : Ion Iliescu, qui devient président, et Petre Roman, qui devient son Premier ministre. Durant environ une semaine à partir du 22 décembre 1989, il n'est, pour eux, pas encore question de laisser se créer d'autres partis politiques, ni de sortir de l'alliance avec l'Union soviétique, mais seulement d'adapter la perestroïka et la glasnost à la Roumanie, pour adoucir la dictature du PCR et mettre fin à la gouvernance très personnelle de Nicolae et Elena Ceaușescu, en adoptant un « socialisme scientifique et humain » inspiré par les thèses d'Evseï Liberman.
Fin décembre, le front, qui n'envisage alors pas de se présenter aux élections, promet de se dissoudre après avoir organisé début 1990 des élections libres et multipartites, les premières dans l'histoire de la Roumanie depuis 1937. Il renonce dans la foulée au socialisme scientifique et humain.
Mais en 1990, le front se constitue lui-même en parti politique (parmi les autres qui émergent ou bien se reconstituent après un demi-siècle d'interdiction), tandis que le CFSN prend le nom de Conseil provisoire d'unité nationale. Fort de la logistique de l'État et de l'organisation de l'ex-PCR, le FSN se présente en favori aux élections qui ont finalement lieu en mai 1990 et qu'il remporte largement sur un programme à coloration socialiste, face à une opposition divisée, hésitante et manquant de ressources.

### Départ d'Illiescu et passage dans l'opposition
En avril 1992, deux mois après l'élection de Petre Roman (mars 1992) comme président du parti, le Front de salut national (FSN) fait face à la sécession du courant emmené par le président Ion Iliescu, ancien apparatchik du Parti communiste roumain, qui fonde le Front démocratique de salut national (FDSN). Pour sa part, le FSN absorbe le Parti démocrate. Aux élections présidentielle et parlementaires qui se tiennent en septembre et octobre suivant, sous la présidence de Petre Roman, le FSN est largement défait, finissant troisième à la Chambre des députés et au Sénat.

### Changement de nom
En mai 1993, le FSN devient le Parti démocrate-Front de salut national, puis devient le Parti démocrate en 2000. Sous la présidence de Traian Băsescu (2001-2004), il vire du centre gauche au centre droit. Il fusionne ensuite en 2014 dans le Parti national libéral, après avoir pris en 2008 le nom de Parti démocrate-libéral.
Le Parti social-démocrate (PSD) et le Parti Mouvement populaire (PMP) sont actuellement les deux partis en activité issus d'une scission du FSN.

## Résultats électoraux

### Élections parlementaires
| Année | Chambre des députés | Chambre des députés | Sénat | Sénat    | Rang | Gouvernement                               |
| Année | %                   | Mandats             | %     | Mandats  | Rang | Gouvernement                               |
| ----- | ------------------- | ------------------- | ----- | -------- | ---- | ------------------------------------------ |
| 1990  | 66,3                | 263 / 396           | 67,0  | 91 / 119 | 1er  | Roman II (1990-1991), Stolojan (1991-1992) |
| 1992  | 10,2                | 43 / 341            | 10,4  | 18 / 143 | 1er  | Opposition                                 |

### Élections présidentielles
| Année | Candidat    | 1er tour | 1er tour | 2e tour | 2e tour |
| Année | Candidat    | %        | Rang     | %       | Rang    |
| ----- | ----------- | -------- | -------- | ------- | ------- |
| 1990  | Ion Iliescu | 85,1     | 1er      |         |         |